# Ralph Votapek
Ralph Votapek (né en 1939 à Milwaukee, Wisconsin  ) est un pianiste américain connu pour avoir remporté le premier concours international de piano Van Cliburn en 1962.
Dès l'âge de neuf ans, il étudie la musique au Wisconsin Conservatory de Milwaukee, ainsi qu'à la Northwestern University, à Manhattan et à Juilliard. Votapek reçut le prix Naumburg en 1959 et donna son premier récital à la mairie de New York. Après avoir remporté le premier concours international de piano Van Cliburn en 1962, Votapek a signé des contrats avec RCA et Sol Hurok,et a fait ses débuts à Carnegie Hall.
Votapek était professeur de piano et artiste en résidence au College of Music du Michigan State University, où il est resté pendant 36 ans avant de prendre sa retraite.